# Clase Almirante Gorshkov
La  Clase Almirante Gorshkov es una serie de fragatas, que son el más reciente esfuerzo de la Armada de Rusia para volver a construir grandes barcos capaces de operar en zonas marítimas y oceánicas distantes, siendo designado Proyecto 22350 por el gobierno ruso. El cabeza de la serie, y por añadidura la clase, reciben su nombre en honor al Almirante Serguéi Gorshkov

## Diseño

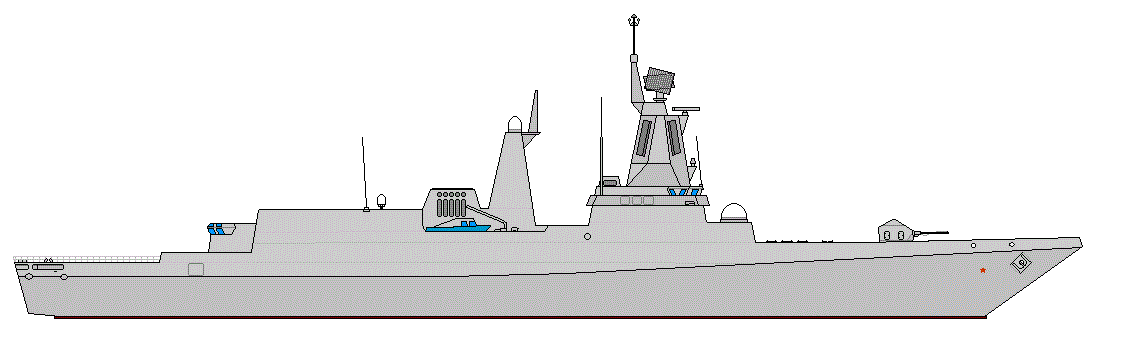
Perfil de una fragata de la clase Almirante Gorshkov.

La clase Almirante Gorshkov es la sucesora de las fragatas de la clase Neustrashimy y la clase Krivak. A diferencia de sus predecesoras de la era soviética, los nuevos barcos están diseñados para múltiples funciones. Deben ser capaces de ejecutar ataques de largo alcance, realizar guerras antisubmarinas y llevar a cabo misiones de escolta. Está basada en la fragata Project 1135.6 Talwar/Clase Krivak IV desarrollada para la India. La Armada de Rusia tiene planeado construir entre 8 y 10 de estos buques antes de 2027.

### El primero de la clase
El primer buque, el Almirante Gorshkov (nombre actual Almirante de la Flota de la Unión Soviética Serguéi Gorshkov), fue puesto en quilla el 10 de febrero de 2006 en el astillero Severnaya Verf en San Petersburgo. 
A finales de octubre de 2008, el vicepresidente del gobierno de Rusia, Serguéi Ivanov, anunció que el primer buque de la clase estaría listo en 2011. También afirmó que la construcción de buques de guerra es una prioridad para Rusia.

### El segundo
El 24 de junio de 2009, durante la exposición internacional "Mvms-Imds 2009" International navies', el Comandante de la Armada de Rusia Almirante Vladimir Vysotsky anunció la producción de una segunda fragata Clase  "Almirante Gorshkov" que podría comenzar en el Astillero Severnaya Verf en St. Petersburgo a finales del año. En noviembre de 2009, el astillero Severnaya Verf en San Petersburgo anunció que comenzaría la construcción el 26 del mismo mes. En 2020 entró en servicio como Almirante Kasatonov.
El armamento principal del buque incluye misiles de crucero SS-NX-26 Yakhont, un nuevo montaje de 130-mm, un sistema antisubmarino Medvedka-2, y un sistema de misiles antiaéreos de alcance medio Hurricane

## Historial

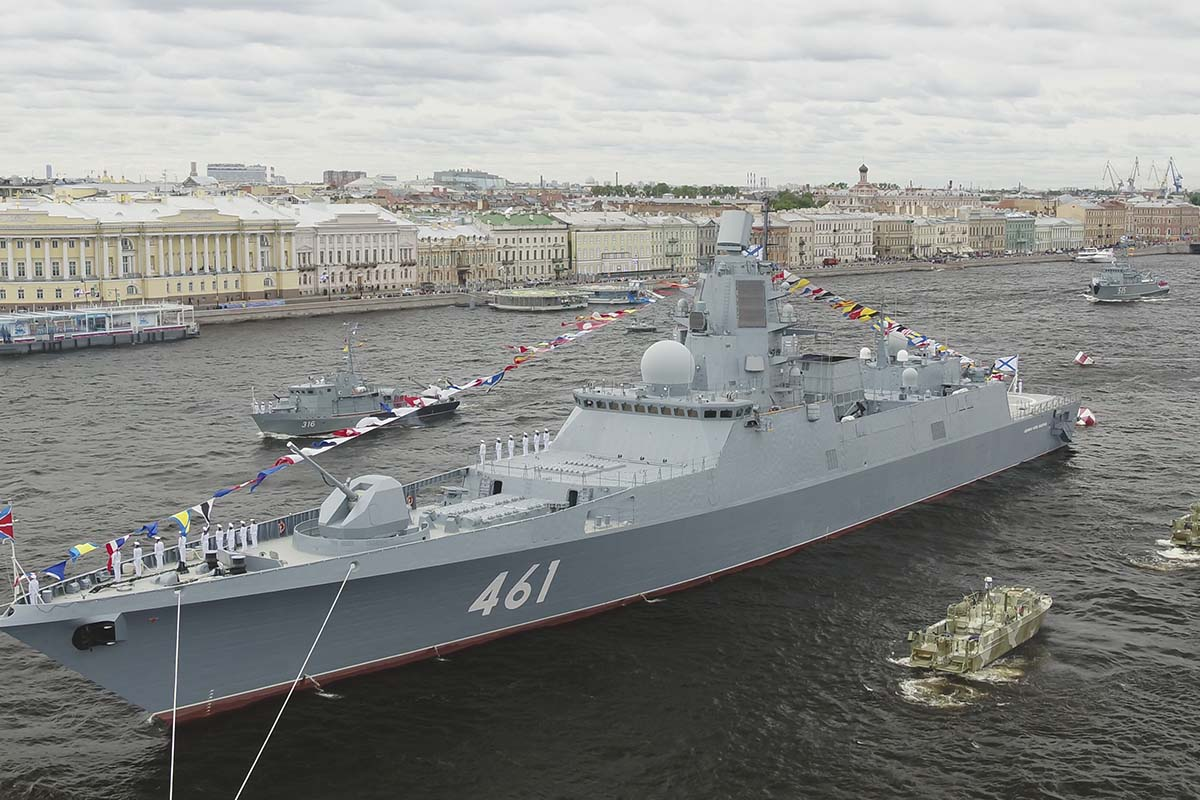
El Almirante Kasatonov en 2021.

El diseño de la nave, desarrollado por Severnoye PKB (Northern Design Bureau) FSUE en San Petersburgo, fue aprobado por el Comando Naval en julio de 2003. El barco líder, Almirante Gorshkov o su nombre completo, Almirante de la Flota de la Unión Soviética Gorshkov, fue iniciado el 1 de febrero de 2006 en el astillero Severnaya Verf en San Petersburgo. A fines de octubre de 2008, el vice primer ministro ruso, Serguéi Ivanov, dijo que la construcción oportuna de barcos de combate es una tarea prioritaria para la industria de construcción naval de Rusia, y anunció que el primer barco de la clase estaría listo para 2011. La fecha de finalización de la nave principal se programó inicialmente para 2009, pero luego se retrasó, al igual que la fecha de puesta en servicio.
El 24 de junio de 2009, durante la Exposición Naval Internacional "МВМС-IMDS 2009", el Comandante en Jefe de la Armada Rusa, el Almirante Vladimir Vysotsky, anunció que la producción de una segunda fragata de la clase Almirante Gorshkov comenzaría en Severnaya Verf a finales del año. En noviembre de 2009, el astillero Severnaya Verf anunció que comenzaría la construcción del segundo barco de la clase el 26 de noviembre llamado Almirante Kasatonov. El barco fue botado en una ceremonia a la que asistieron representantes de la Armada rusa, la administración de San Petersburgo y el almirante Igor Kasatonov, el hijo del homónimo del barco, Vladimir Kasatonov. En diciembre de 2014, un motor del Almirante Kasatonov fue transferido al Almirante Gorshkov.
La primera fragata salió flotando del muelle de lanzamiento el 29 de octubre de 2010. El barco solo estaba completo en un 40 por ciento y luego comenzó a equiparse. En ese momento, se habían instalado los principales equipos y sistemas mecánicos que brindan un lanzamiento seguro, incluida una central eléctrica de turbina combinada de diésel y gas (CODAG), conjuntos de engranajes, ejes de transmisión y tornillos, e instalaciones de suministro de energía eléctrica. Se realizaron más trabajos en el muelle de montaje del astillero.
La Armada rusa estableció un requerimiento para recibir 20 o 30 de estos barcos. El astillero Severnaya Verf ha anunciado hasta ahora que ha recibido pedidos de seis unidades. Según el subcomandante de armamento de la Armada rusa, el vicealmirante Viktor Bursuk , la Armada rusa necesita no menos de 15 fragatas de este tipo en versiones básicas y mejoradas.
En agosto de 2012, el astillero recibió préstamos por valor de 16.230 millones de rublos (unos 510 millones de dólares) del Sberbank de propiedad estatal para facilitar el proyecto de construcción de la fragata.
Los dos primeros barcos de la clase tienen turbinas de gas de Zorya-Mashproekt en Ucrania. Tras la crisis de Crimea de 2014, la industria ucraniana se negó a suministrar tecnología militar a Rusia. Como resultado, NPO Saturn recibió el encargo de diseñar motores autóctonos. Los pronósticos iniciales esperaban que estos nuevos motores estuvieran disponibles en 2017-18, lo que permitiría la puesta en servicio de los barcos a partir de 2020; sin embargo, después de la intervención del gobierno ruso, el plan se llevó adelante. En noviembre de 2020, se anunció que United Engine Corporation había iniciado la entrega de la planta de energía diésel-gas DGTA M55R que se instalaría en fragatas de la clase que comienza con el Almirante Isakov.
La primera fragata de la clase, la Almirante Gorshkov, se puso en servicio el 28 de julio de 2018.

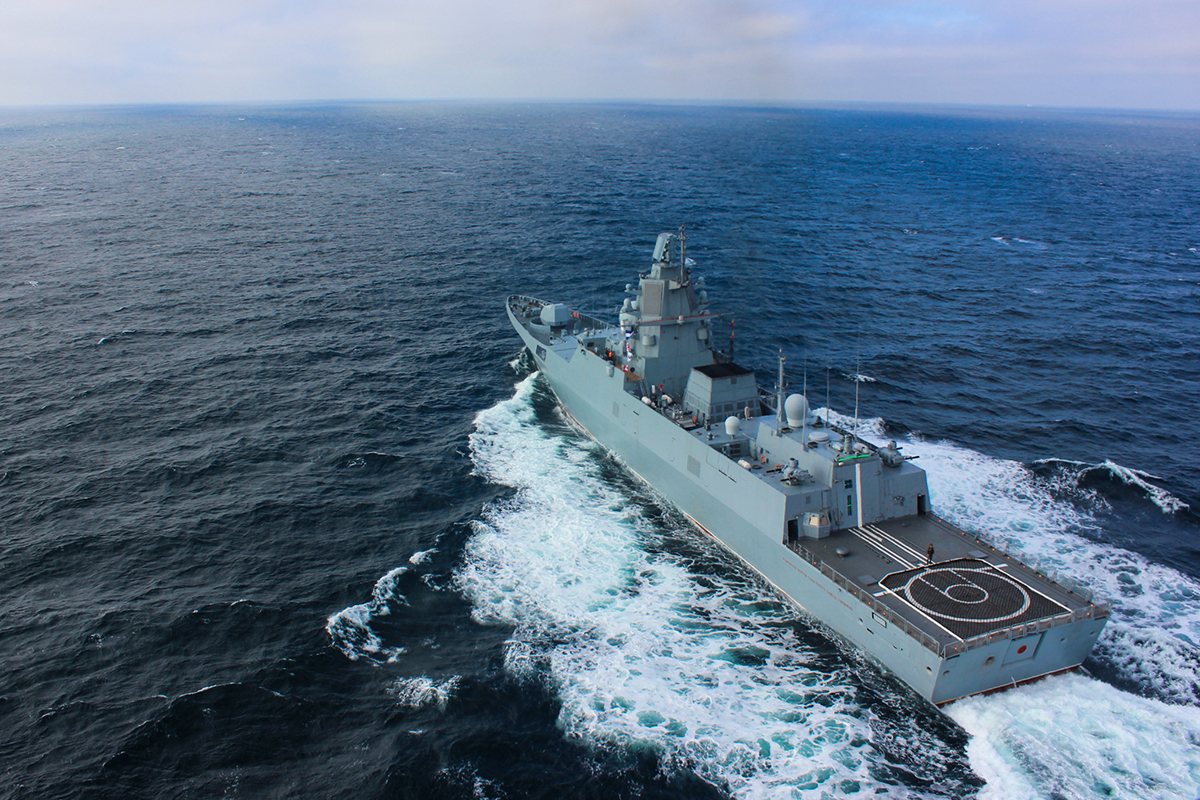
Vista trasera del Almirante Gorshkov, año 2018.

Se han completado las pruebas estatales del sistema de misiles de defensa aérea de 150 km (93 millas) de alcance Poliment-Redut a bordo de barcos rusos con un radar de matriz en fase para las fragatas de la serie 22350, anunció en febrero de 2019 el comandante en jefe de la Armada rusa, el almirante Vladimir Korolev.
En febrero de 2019, el Almirante Gorshkov y el Almirante Kasatonov fueron equipados con una versión naval del nuevo sistema de contramedidas electroópticas 5P-42 Filin. El Filin dispara un rayo similar a una luz estroboscópica que afecta la vista de los combatientes enemigos, haciéndoles más difícil apuntar en la noche. Durante las pruebas, los voluntarios supuestamente usaron rifles y pistolas para disparar a objetivos que estaban protegidos por el sistema e informaron que tenían problemas para apuntar porque no podían ver. Además, aproximadamente la mitad de los voluntarios dijeron que se sentían mareados, con náuseas y desorientados. Alrededor del 20 por ciento de los voluntarios informaron haber experimentado alucinaciones.
En marzo de 2019, la Oficina de Diseño de Severnoye informó que completó el diseño general de la fragata del Proyecto 22350M mejorada y comenzó a trabajar en la documentación técnica del barco. Se cree que las fragatas del Proyecto 22350M incorporan un mayor número de celdas VLS para una combinación de 48 o 64 misiles de crucero antibuque Kalibr, Oniks o Zircon mientras desplazan alrededor de 7,000 toneladas. Se espera que los barcos se establezcan en un nuevo cobertizo para botes con dos gradas en Severnaya Verf, que se completará en 2022.
El 23 de abril de 2019, dos fragatas modificadas del Proyecto 22350, el Almirante Amelko y el Almirante Chichagov, se depositaron en Severnaya Verf en San Petersburgo durante una ceremonia a la que asistió el presidente ruso Vladímir Putin. Se informó que iban a estar equipados con 24 celdas VLS para misiles de crucero Kalibr, Oniks o Zircon, a diferencia de las 16 celdas VLS instaladas en las primeras cuatro fragatas de la clase. Su entrega a la Armada rusa está prevista para 2023/24 y 2025, respectivamente. En 2021 se informó que la intención era instalar 32 celdas VLS versátiles 3S-14 a bordo del Almirante Amelko, y del Almirante Chichagovy. Esto quedaba por confirmar. En 2020 se indicó que se asignarían tres barcos a la Flota del Norte, tres a la Flota del Pacífico y dos a la Flota del Mar Negro. En el foro Army-2020 se anunció otro contrato para dos fragatas adicionales de la clase, aumentando el número de fragatas proyectadas en las Flotas del Norte y del Pacífico a cuatro buques cada una.

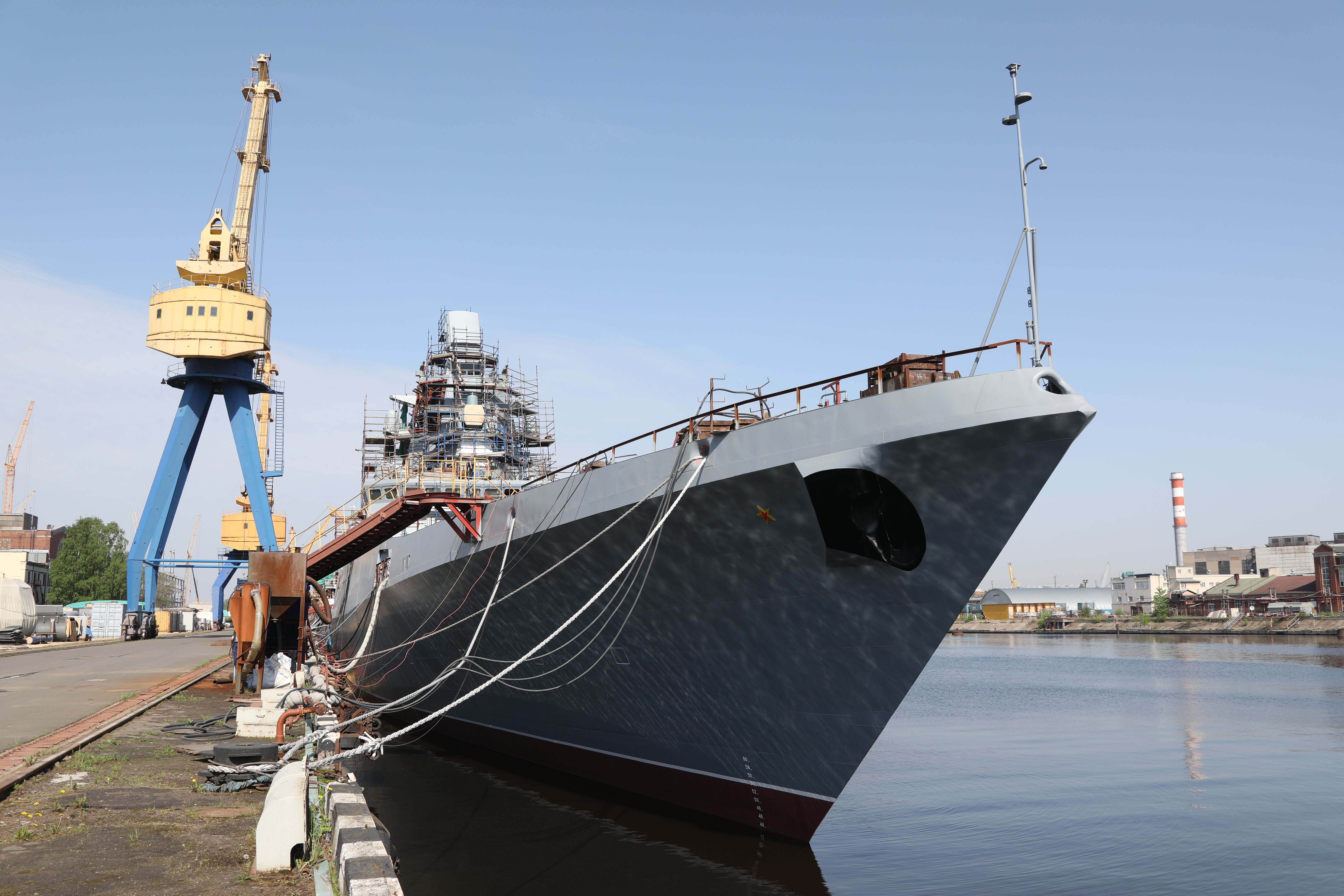
El Almirante Golovkó durante la etapa final de su construcción, año 2021.

El 30 de diciembre de 2020 se informó que la fragata Almirante Kasatonov completó con éxito las pruebas de aceptación del complejo de misiles antisubmarinos Otvet.
El 30 de diciembre de 2021, se informó que el Astillero Amur se está preparando para firmar un contrato para la construcción de seis fragatas para la Flota del Pacífico, probablemente de la clase Almirante Gorshkov. Esto disminuiría la carga en Severnaya Verf, que actualmente es responsable de la construcción de todas las fragatas clase Almirante Gorshkov. Sin embargo, no ha habido confirmación oficial ni del Ministerio de Defensa ni del Astillero Amur.
El 17 de agosto de 2022, United Shipbuilding Corporation declaró que pronto estará lista para presentar una propuesta de diseño para el Proyecto 22350M "Super Gorshkov" al Ministerio de Defensa de Rusia, con una embarcación líder ya planificada pero aún no conocida públicamente (a partir de agosto de 2022).
El 15 de noviembre de 2022, el director general de Severnaya Verf, Igor Orlov, declaró que el astillero construirá cinco fragatas clase Admiral Gorshkov adicionales.

## Lista de navíos
| #  | Nombre               | N.º | Inicio     | Botado     | Servicio      | Flota    | Estatus                    |
| -- | -------------------- | --- | ---------- | ---------- | ------------- | -------- | -------------------------- |
| 1  | Almirante Gorshkov   | 417 | 01.02.2006 | 29.10.2010 | 28.07.2018    | Norte    | En servicio                |
| 2  | Almirante Kasatonov  | 431 | 26.11.2009 | 12.12.2014 | 21.07.2020    | Norte    | En servicio                |
| 3  | Almirante Golovkó    | 456 | 01.02.2012 | 22.05.2020 | 25.12.2023    | Norte    | En servicio                |
| 4  | Almirante Isakov     |     | 14.11.2013 | 27.09.2024 | 2027          | Norte    | En construcción            |
| 5  | Almirante Amelko     |     | 23.04.2019 | Prev. 2023 | 2026          | Pacífico | En construcción            |
| 6  | Almirante Chichagov  |     | 23.04.2019 | Prev. 2024 | Prev. 12.2026 | Pacífico | En construcción            |
| 7  | Almirante Yumashev   |     | 20.07.2020 | Prev. 2026 | Prev. 12.2027 | Pacífico | En construcción            |
| 8  | Almirante Spiridonov |     | 20.07.2020 | Prev. 2026 | Prev. 12.2027 | Pacífico | En construcción            |
| 9  | Almirante Gromov     |     | Prev. 2023 | Prev. 2027 | Prev. 12.2028 | M.Negro  | Contrato Forum Armiya 2020 |
| 10 | Almirante Vysotsky   |     | Prev. 2023 | Prev. 2027 | Prev. 12.2028 | M.Negro  | Contrato Forum Armiya 2020 |
| 11 | ???                  |     | Prev. 2024 | Prev. 2028 | Prev. 12.2029 | M.Negro  | Previsto                   |
| 12 | ???                  |     | Prev. 2024 | Prev. 2028 | Prev. 12.2029 | M.Negro  | Previsto                   |